# Stavkirke de Rollag

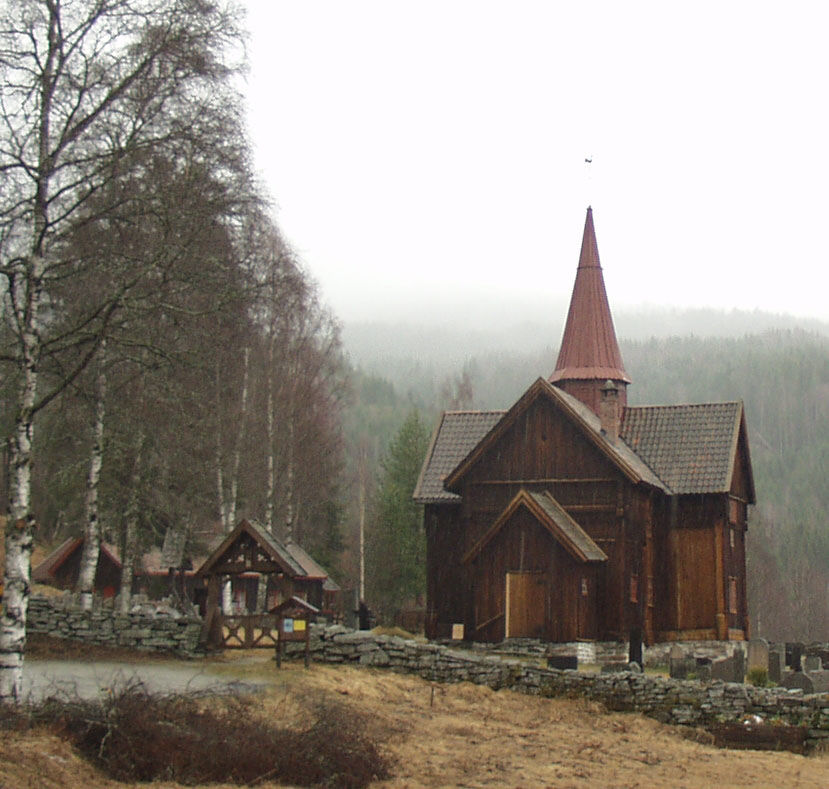
Vue d'ensemble de l'église et de son cadre

L'église en bois debout de Rollag se situe dans la commune de Rollag, comté de Buskerud en Norvège. Cette église « en bois debout » est construite durant la dernière moitié des années 1200. Elle a un plan en forme de croix. Les plus anciennes références écrites à l'église datent de 1425.
L'accès au site se fait via les routes Fv107 et RV40.

## Histoire
À l'origine, l'église était simple avec une nef rectangulaire et un chœur étroit et fermé. Ce chœur a été remplacé en 1670 par un grand chœur de bois. 

## Intérieur
Cette église en bois debout est l'une des plus richement décorées avec un mélange d'expression artistique de périodes, du début du Moyen Âge jusqu'à ces dernières années, reflétant les orientations et les besoins des époques successives.
Il s'y trouve notamment un crucifix du Moyen Âge, et deux plaques commémoratives, ex-voto ou épitaphes des années 1600. 

## Galerie

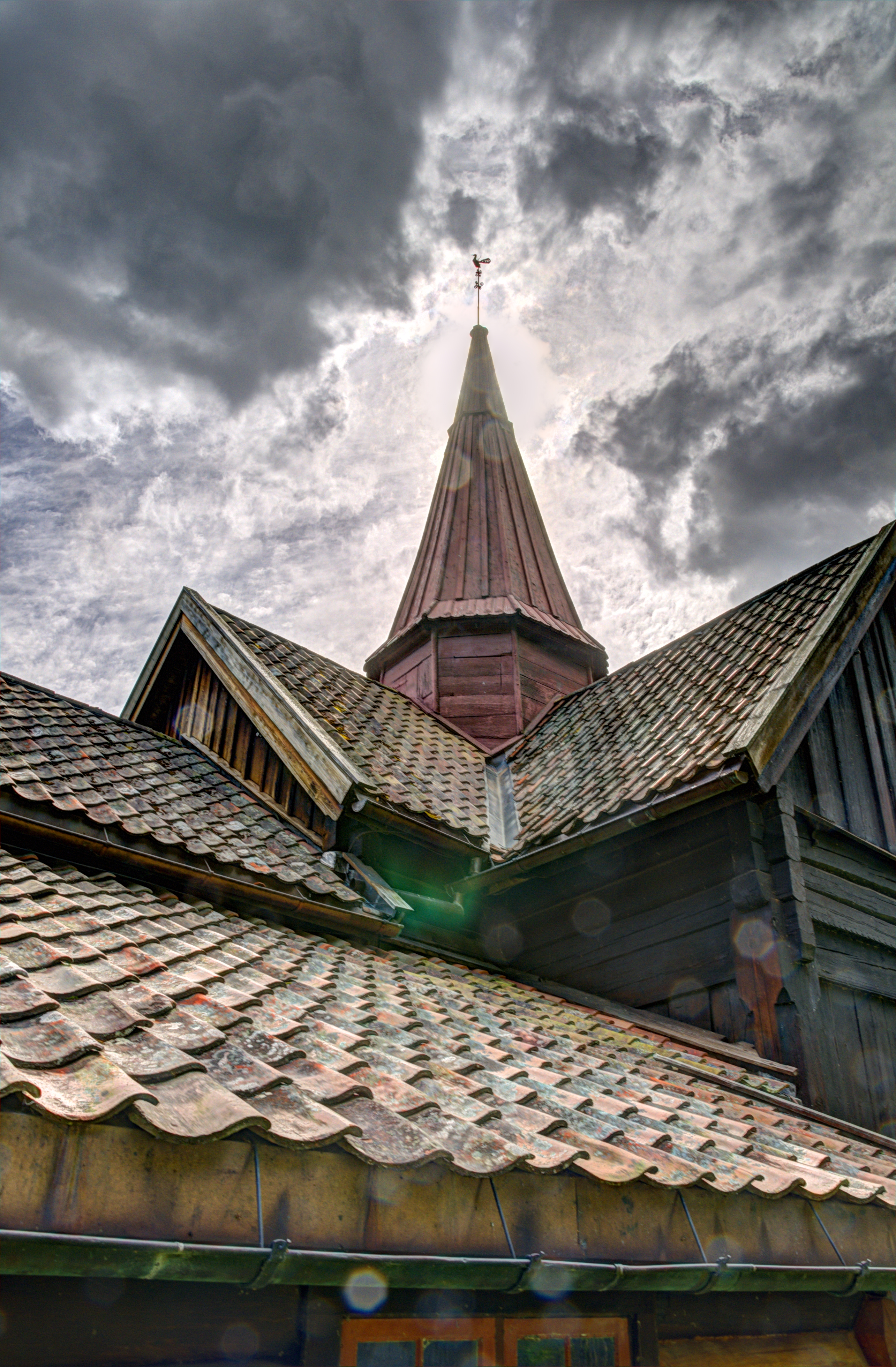
Les toitures surmontées par le clocher
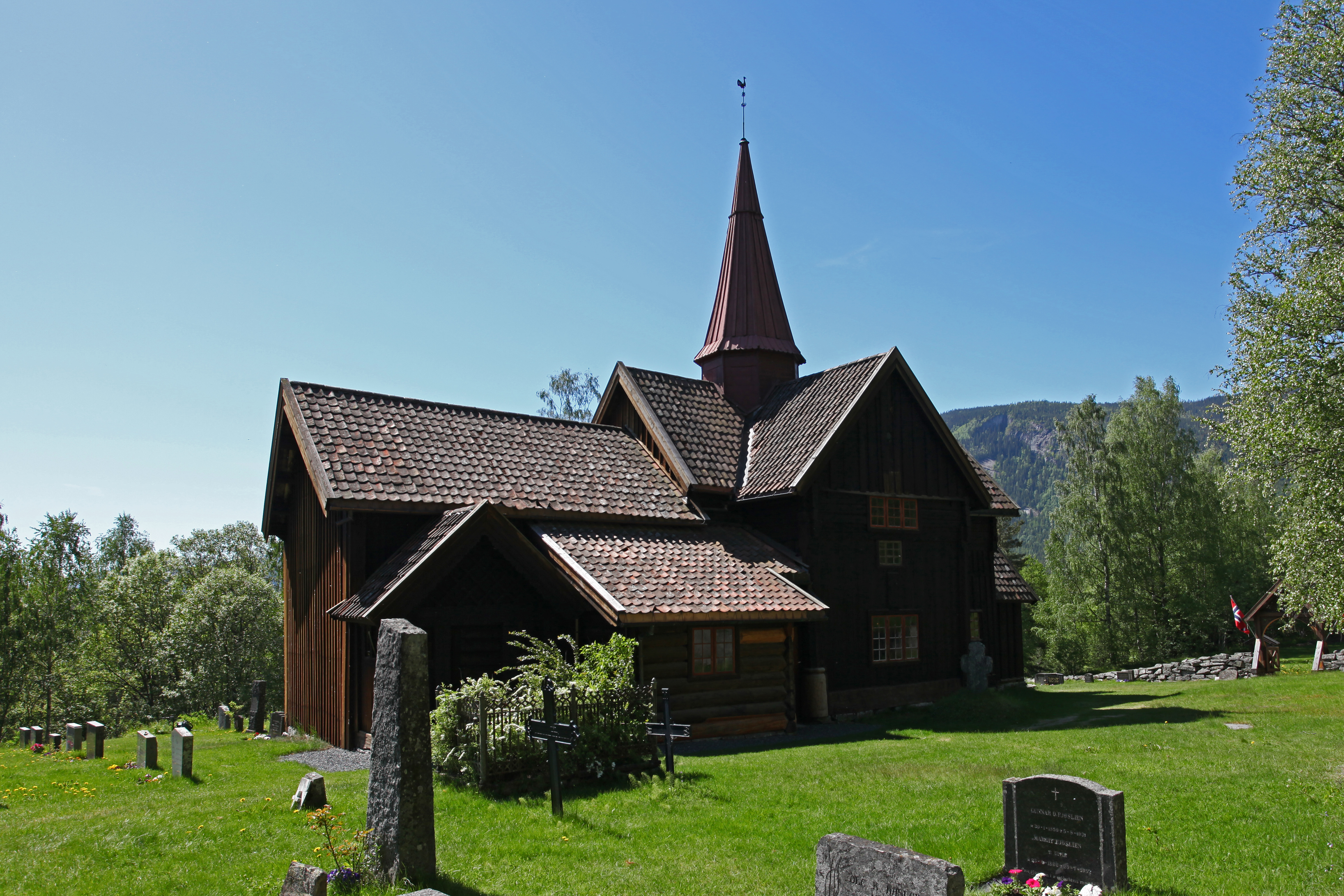
L'église en bois debout, vue du côté de la nef
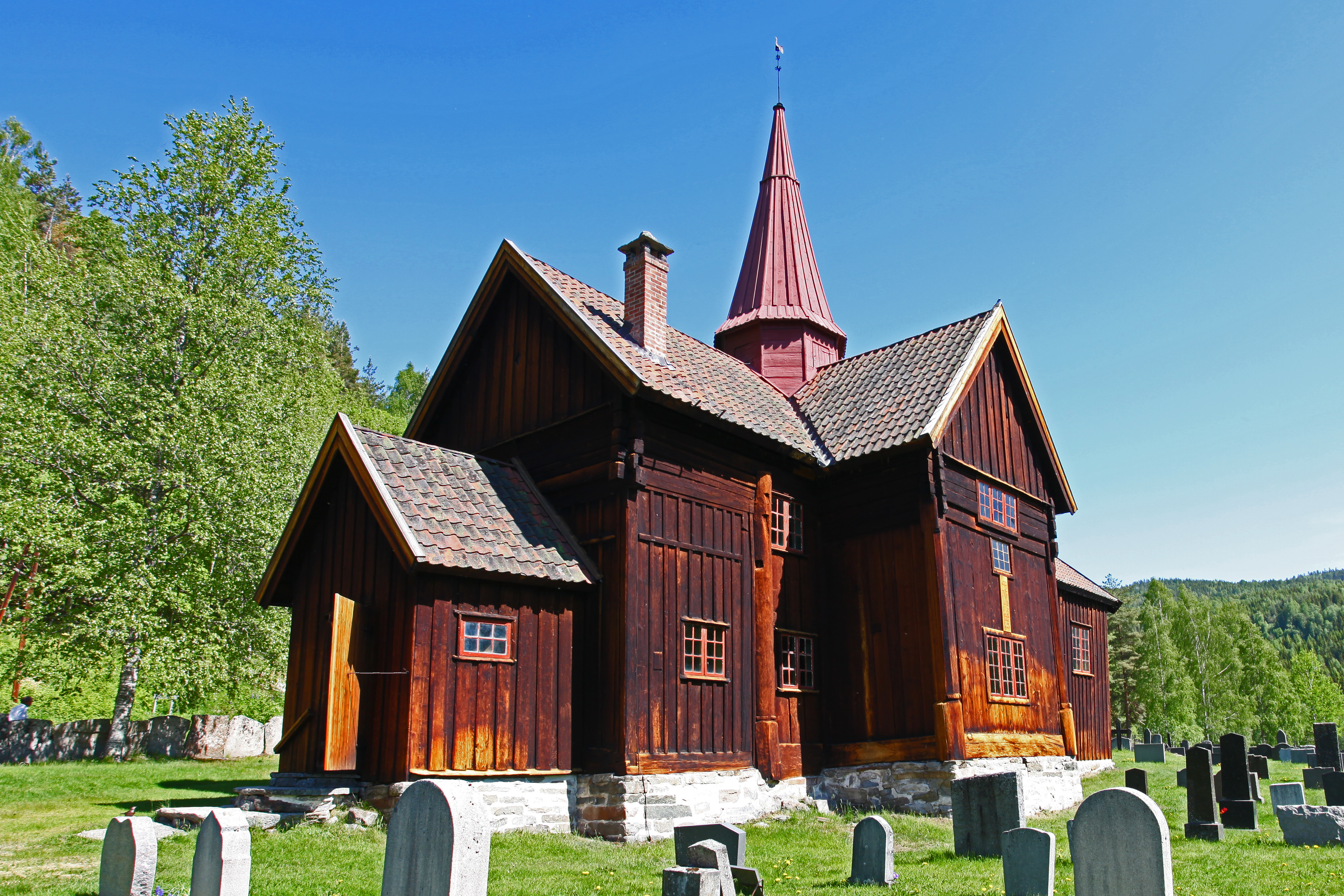
L'église vue du côté du chœur
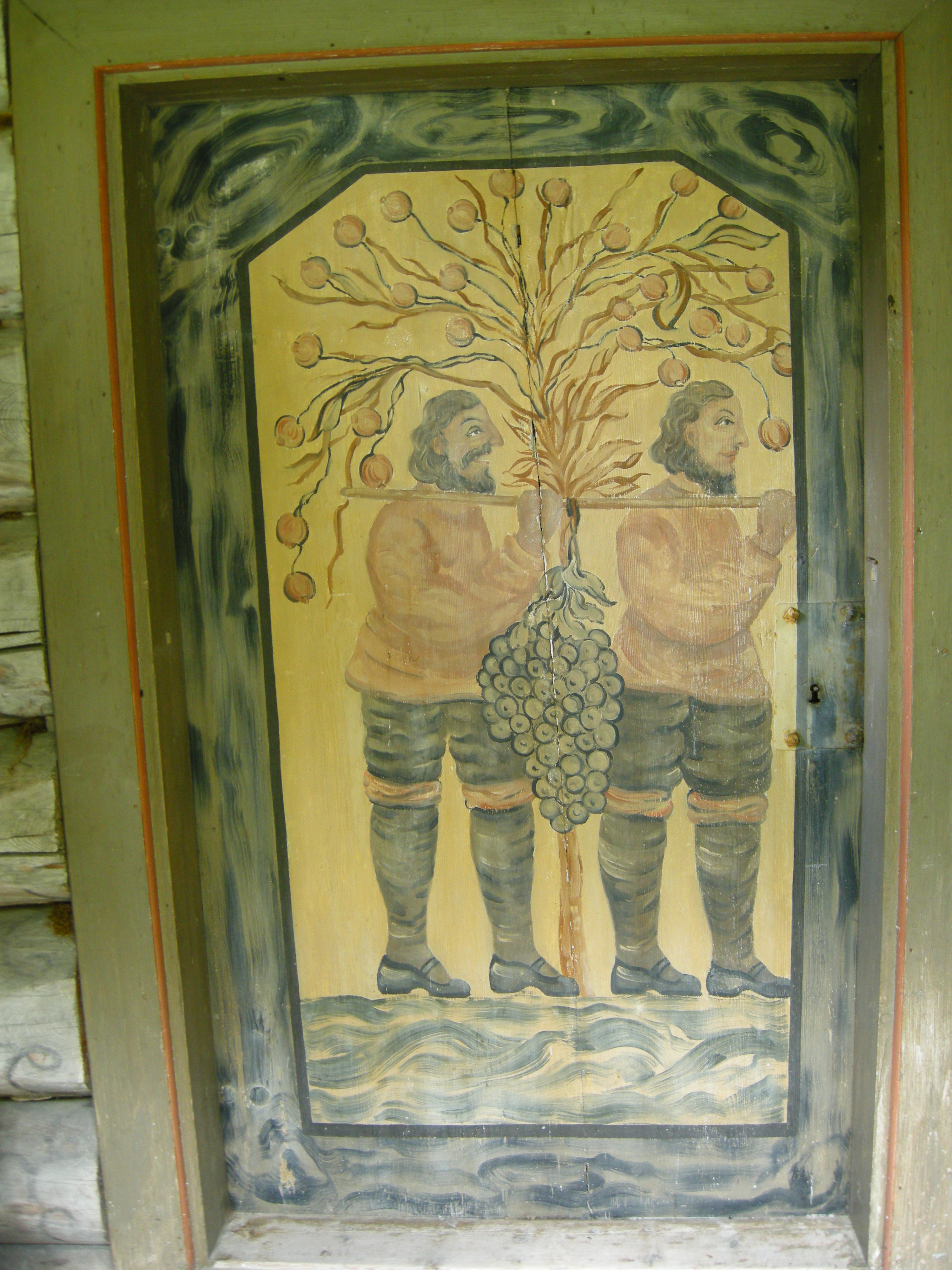
Porte intérieure